# Municipio de Collins (Dakota del Sur)
El municipio de Collins (en inglés: Collins Township) es un municipio ubicado en el condado de Clark en el estado estadounidense de Dakota del Sur. En el año 2010 tenía una población de 129 habitantes y una densidad poblacional de 1,4 personas por km².

## Geografía
El municipio de Collins se encuentra ubicado en las coordenadas 44°35′14″N 97°40′29″O / 44.58722, -97.67472. Según la Oficina del Censo de los Estados Unidos, el municipio tiene una superficie total de 91.92 km², de la cual 91,92 km² corresponden a tierra firme y (0 %) 0 km² es agua.

## Demografía
Según el censo de 2010, había 129 personas residiendo en el municipio de Collins. La densidad de población era de 1,4 hab./km². De los 129 habitantes, el municipio de Collins estaba compuesto por el 99,22 % blancos y el 0,78 % eran de una mezcla de razas. Del total de la población el 0 % eran hispanos o latinos de cualquier raza.